# Варга, Кшиштоф
Кшиштоф Варга (пол. Krzysztof Varga, 21 марта 1968, Варшава, Польша) — современный польский прозаик, литературный критик, редактор и журналист венгерского происхождения. Выпускник факультета польской филологии в Варшавском университете. Работает редактором в отделе культуры «Газеты Выборчей» («Gazeta Wyborcza»), живёт в Варшаве. Автор романов «Парни не плачут» (1996), «Смертельность» (1998), «Текила» (2001), «Каролина» (2003), «Надгробие с ластрико» (2007), «Аллея независимости» (2010), сборника эссеистики «Бильдунгсроман» (1997) и др. В 2009 году его книга эссе «Гуляш из Турула» получила приз читательских симпатий на престижном польском литературном конкурсе «Nike».